# Zeev Aram
Zeev Aram (Cluj-Napoca, 5 de octubre de 1931 - Londres, 18 de marzo de 2021) fue un diseñador de muebles e interiores rumano nacionalizado israelí y radicado en Reino Unido. Galardonado con la Orden del Imperio Británico fue el fundador y presidente de Aram Designs Ltd, una moderna tienda de muebles en el Covent Garden de Londres que presta servicios de venta minorista o por contrato. Es el responsable de presentar en el mercado londinense a diseñadores como Marcel Breuer, los hermanos Castiglioni, Mies van der Rohe y Le Corbusier.

## Infancia y juventud
Zeev Aram nació en Cluj-Napoca, Reino de Rumania, hijo de los hoteleros judíos Palma y Aaron Ungar. En 1940 al estallar la Segunda Guerra Mundial, la familia emigró al Mandato británico de Palestina, donde Aram creció.

## Ámbito profesional
Inicialmente se desempeñó como oficial de la Armada de Israel, pero luego decidió formarse como arquitecto. El curso de arquitectura del Politécnico de Haifa tenía una lista de espera de dos años, de modo que en 1957 se trasladó a Londres. Después de completar su curso de mobiliario y diseño de interiores en la Escuela Central de Arte y Diseño (ahora Central Saint Martins College of Arts and Design), se unió a la oficina de arquitectura de Ernő Goldfinger. Trabajó en la práctica de Goldfinger durante un año y luego pasó a trabajar para Basil Spence y más tarde para Andrew Renton.
Aram estableció Aram Designs Ltd. en 57 King's Road de Chelsea en 1964 y fue el primer minorista en llevar el trabajo de diseñadores modernistas como Marcel Breuer, Mies van der Rohe, Carlo Scarpa y Le Corbusier al mercado del Reino Unido. En 1973, Aram Designs se mudó a un espacio más grande en 3 Kean Street, Covent Garden. Ese mismo año, la arquitecta y diseñadora de muebles irlandesa Eileen Gray otorgó a Aram y Aram Designs Ltd. la licencia mundial para presentar, producir y distribuir sus diseños. Aram trabajó en estrecha colaboración con Gray y jugó un papel fundamental en la introducción de sus diseños en el mercado mundial. En 2015, Aram actuó como consultor y donó muebles para la recientemente renovada E-1027, una villa modernista en Roquebrune-Cap-Martin que había sido diseñada y construida entre 1926 y 1929 por Gray.
Aram también fue director de Aram Gallery for Experimental and New Design, una galería no comercial destinada a exposiciones centradas en el diseño experimental.  A distintas sus muestras, expusieron sus trabajos diseñadores como Thomas Heatherwick, Bethan Laura Wood y Jasper Morrison, entre otros.
Entre los diseños de muebles propios de Aram se encuentran el Dino Storage System (1964), el Altra Table System (1967) y el Atlantic Desk (1971). En 2014 fue galardonado con la Orden del imperio británico por servicios de diseño y arquitectura.

## Vida personal
En 1958 se casó con Elizabeth Bunzl, una inglesa de padres austríacos. Vivían en una casa holandesa eduardiana en Wimbledon y tenían cuatro hijos.
Falleció el 18 de marzo de 2021 a los 89 años.